# بانکرهیل، اورگن
بانکرهیل (به انگلیسی: Bunker Hill) یک منطقهٔ مسکونی در ایالات متحده آمریکا است که در شهرستان کوس، اورگن واقع شده‌است. بانکرهیل ۴٫۱ کیلومتر مربع مساحت و ۱٬۴۴۴ نفر جمعیت دارد و ۲۱ متر بالاتر از سطح دریا واقع شده‌است.